# Ermatingen
Ermatingen – miejscowość i gmina (Politische Gemeinde) w północno-wschodniej Szwajcarii, w kantonie Turgowia, w okręgu (Bezirk) Kreuzlingen. Leży nad jeziorem Untersee. 

## Demografia
W Ermatingen mieszkają 3 733 osoby. W 2021 roku 32,3% populacji gminy stanowiły osoby urodzone poza Szwajcarią. 

## Transport
Przez teren gminy przebiegają drogi główne nr 13 i nr 16.